# Латынина, Алла Николаевна
А́лла Никола́евна Латы́нина (урождённая Бочарова; род. 4 июля 1940, Москва) — советский и российский литературовед, критик, журналистка.
Замужем за поэтом и писателем Леонидом Александровичем Латыниным (с 1960). Мать публицистки и писательницы Юлии Латыниной.

## Биография
Родилась 4 июля 1940 года в Москве в семье служащего Николая Васильевича Бочарова, уроженца г. Александрова, и Ядвиги Климентьевны Климович, польского происхождения. Брат — искусствовед Генрих Николаевич Бочаров (1933—1996).
Окончила филологический факультет МГУ (1963) и аспирантуру философского факультета МГУ. Защитила диссертацию по теме «Критика экзистенциалистской интерпретации Достоевского»; кандидат философских наук (1970).
Печатается как критик с 1969 года. Работала в издательстве «Советский писатель» (1963—1965), в «Литературной газете» (1969—2003, зав. историко-литературным отделом, обозреватель, редактор «Литературной газеты» по разделу русской литературы); в «Общей газете» (1992—1993; зав. отделом культуры).
Колумнист в газете «Время МН» (с 2002). Руководитель направления «Литература» (1994—2001), обозреватель «Литературной газеты» (с 2001), обозреватель «Нового мира». Была членом редколлегии журнала «Московский вестник» (1989)[уточнить], общественной редколлегии книжной серии «Анонс» («Московский рабочий», 1989—1990), журнала «Стрелец», председателем жюри Букеровской премии в России (1992), премии им. Аполлона Григорьева (2001), премии им. Александра Блока (2000), «Российский сюжет» (2002).
Член СП (с 1979), Русского ПЕН-центра.

## Награды
Лауреат премии «Литературной газеты», Союза Журналистов РФ (1997), лауреат премии журнала «Новый мир» (2005).

## Книги
- 1986 — Всеволод Гаршин: Творчество и судьба. — М.: Художественная литература.
- 1987 — Знаки времени: Заметки о литературном процессе, 1970—1980-е годы. — М.: Советский писатель.
- 1988 — «И только правда ко двору»: «Белые пятна» нашей истории в современной прозе. — М.: Об-во «Знание» РСФСР.
- 1991 — За открытым шлагбаумом: Литературная ситуация конца 80-х. — М.: Советский писатель.
- 2009 — Комментарии: Заметки о современной литературе. — М.: Время, 2009. 704 с.